# Apatemyia longipes
Apatemyia longipes là một loài ruồi trong họ Tachinidae.